# Louis Sockalexis
Louis "Chief" Sockalexis (nascut el 24 d'octubre 24, 1871 en la reserva penobscot vora Old Town, Maine; mort el 24 de desembre, 1913, a Burlington, Maine) fou el primer amerindi nord-americà jugador professional de la Lliga Nord-americana de Beisbol, jugà professionalment tres anys amb els Cleveland Spiders.
Va començar a jugar a beisbol a diverses universitats. El 1897 debutà professionalment en els Cleveland Spiders, però el 1899 es va retirar per problemes amb l'alcohol, perquè es considerava com a atracció de fira. Tornà a la reserva, on ensenyà beisbol als infants. Va morir d'un atac de cor.